# 39
39 (XXXIX) fue un año común comenzado en jueves del calendario juliano, en vigor en aquella fecha. En el Imperio romano, era conocido como el Año del consulado de Augusto y Cesiano (o menos frecuentemente, año 792 Ab urbe condita). La denominación 39 para este año ha sido usado desde principios del período medieval, cuando la era A. D. se convirtió en el método prevalente en Europa para nombrar a los años.

## Acontecimientos
- Calígula ordena el reclutamiento de la Legio XV Primigenia y de la Legio XXII Primigenia.
- La legión IV Macedónica deja Hispania,[1][2] siendo enviada a Germania Inferior.

## Nacimientos
- 3 de noviembre - Marco Anneo Lucano, poeta romano.
- 30 de diciembre - Tito, emperador de Roma (79-81).

## Fallecimientos
- Séneca el Viejo, retórico cordobés, autor de las Suasorias y Controversias.